# Булгар (граф)
Бу́лгар (Булгаран; лат. Bulgar, Bulgaran, исп. Búlgar, Bulgarano; VI—VII века) — вестготский государственный деятель и дипломат, граф, правитель Септимании (в документах того времени применялось латинское название этих земель — Нарбонская Галлия).

## Биография

### Исторические источники
Единственным средневековым историческим источником, сообщающим о Булгаре, является собрание сочинений эпистолярного жанра, известное под названием «Вестготские письма». Первое полное издание этого источника осуществлено в 1892 году в «Monumenta Germaniae Historica». В составе сборника сохранились шесть писем, отправленных Булгаром. Они датируются 610—612 годами. Из них адресатами трёх посланий были епископы Франкского государства, двух — иерархи Вестготского королевства, и одного — король вестготов Гундемар.
Письма Булгара написаны на народной латыни, однако их слог часто весьма изыскан, а текст содержит реминисценции на Священное Писание. Это одни из немногих дошедших до нашего времени посланий, написанные не церковными деятелями, а представителями вестготской знати. Письма Булгара также являются ценным источником по истории Вестготского государства времён королей Виттериха и Гундемара, о правлении которых в трудах раннесредневековых авторов — Исидора Севильского и Фредегара — сохранилось очень мало сведений.

### Ранние годы
В средневековых источниках ничего не сообщает о происхождении Булгара. На основании ономастических данных предполагается, что он мог быть не вестготом или иберо-римляном, а свевом, предки которого жили в Браге. Существует также гипотеза, связывающая происхождение имени графа Булгара с ранним проникновением протобулгар в Западную Европу.
В своих письмах Булгар предстаёт высокообразованным человеком, хорошо знавшим Священное Писание и обладавшим литературным талантом. Это позволяет современным историкам сделать вывод о том, что Булгар был выходцем из знатной семьи. На основании посланий Булгара также делается вывод о том, что он был христианином-никейцем.
Первые свидетельства средневековых источников о Булгаре датируются временем вестготского короля Лиувы II (правил в 601—603 годах). К концу властвования этого монарха Булгар обладал графским титулом (лат. comes) и занимал должность правителя неизвестного по названию города в Септимании. Возможно, он занял эту должность ещё при отце Леувы II, короле Реккареде I. Предполагается, что Булгар мог быть воспитан при дворе Реккареда и от этого монарха получить бо́льшую часть своих личных владений.

### При короле Виттерихе

#### В заключении
После свержения в 603 году (12 июня или 7 августа) с престола и казни короля Леувы II на престол взошёл Виттерих, по словам Булгара, «безжалостный тиран, несправедливый и позорный воровской человек». При новом монархе Булгар подвергся гонениям со стороны снова усилившихся ариан. Граф был лишён своих титула, должности и имущества, арестован и заключён в тюрьму в отдалённом от его родных мест городе. Возможно, местом его заключения был Толедо. Здесь в течение семи лет Булгара много раз лишали пищи и воды, а также неоднократно пытали.
По свидетельству Булгара, в то время только два человека проявляли к нему сочувствие и сострадание — епископы Агапий (возможно, тождественен одноимённому епископу Кордовы) и Сергий (позднее он стал главой Нарбонской митрополии). В своих письмах Булгар горячо благодарил Агапия и Сергия, которые, несмотря на запреты и угрозы короля Виттериха, посещали заключённого в тюрьме, врачевали его раны и снабжали всем необходимым. Также и епископу Эгары Илергию Булгар позднее выражал благодарность за поддержку. Этот церковный деятель, будучи сначала сторонником короля Виттериха и одним из главных гонителей Булгара, затем стал другом узника. Булгар писал о том, что именно Илергию он был обязан обретением свободы. Вероятно, действия епископов были вызваны недовольством большой части иерархов Вестготского королевства правлением Виттериха, благожелательно относившегося к арианам.

#### Убийство Виттериха
К началу 610 года популярность Виттериха среди вестготской знати значительно снизилась. Предположительно, желая примириться с христианами-ортодоксами, Виттерих по ходатайству епископа Илергия Эгарского помиловал Булгара. Более того, благодаря Илергию Булгар получил не только свободу, но и часть конфискованного у него ранее имущества.
Это позволило Булгару принять активное участие в организованном 6 апреля или 1 мая 610 года заговоре против Виттериха. На основании посланий графа делается вывод о том, что Булгар если и не был среди непосредственных убийц короля, то, по крайней мере, лично присутствовал при убийстве монарха. В одном из посланий Булгар описывал обстоятельства гибели Виттериха: на одном из пиров заговорщики набросились на правителя вестготов с оружием и убили его и одного из королевских приближённых. Тело «тирана» было выволочено из дворца и предано поруганию. Булгар писал, что гибель Виттериха была божественной карой за совершённые тем преступления.

### При короле Гундемаре

#### Дружба Булгара с Гундемаром
После убийства Виттериха правителем Вестготского государства стал Гундемар, до того бывший герцогом Септимании. По свидетельству Булгара, ещё до вступления на престол Гундемар весьма доброжелательно относился к тем врагам Виттериха, кто был изгнан повелением короля в далёкие от столицы земли Нарбонской Галлии. Также Булгар упоминает и о своей дружбе с королём. Об этом, в том числе, свидетельствуют и глубокие соболезнования, которые Булгар в письме выразил Гундемару по поводу смерти его молодой супруги Хильдоары. Булгар восхвалял достоинства покойной королевы: её изящество, образованность, сладкоречие, а более всего её благочестие, называя его «лекарством для души».

#### Герцог Септимании

Вестготское королевство в 586—711 годах

Вероятно, именно эти дружеские отношения позволили Булгару стать преемником Гундемара в Септимании. Уже в документах 610 года он упоминается не только как граф, но и как герцог (лат. dux Narbonensis). Это назначение свидетельствует о полном доверии, которое имел к Булгару новый правитель вестготов. Также с согласия Гундемара к Булгару перешли и богатые владения одного из приближённых короля Виттериха. Возможно, Булгар получил обратно те поместия в Септимании, которыми он обладал до 603 года.
Предполагается, что вскоре после восшествия на престол Гундемар заключил союз с королём Австразии Теодебертом II. Тот в то время конфликтовал с королём Бургундии Теодорихом II, правившим под опекой своей бабки Брунгильды. Вероятно, Гундемар с помощью австразийцев намеревался ослабить влияние правителя Бургундии, владения которого граничили с Вестготским королевством.
Являясь правителем пограничных с Франкским государством вестготских земель, Булгар вёл дипломатическую переписку с иерархами, имевшими влияние при дворах правителей франков. Из трёх сохранившихся посланий два направлены неназванным по именам епископам, близким к королю Теодеберту II. Точно неизвестно, были ли письма направлены одному или двум лицам. Предположительно, одним из возможных адресатов посланий был глава Родезской епархии Вер. В первом из писем, являвшимся ответом на более раннее послание правителя Австразии, Булгар обговаривает условия прибытия к королевскому двору в Толедо австразийских послов, а также способы передачи Теодеберту II денежных средств. Во втором письме Булгар снова информировал епископа о готовности в исполнение союзного договора переслать королю Теодеберту II деньги, и просил прислать для этих целей доверенных лиц. Среди прочего, в обоих посланиях вестготский герцог выражал озабоченность намерением бургундских правителей организовать нападение на Австразию войска аваров. В письмах к епископу Булгар называл эти планы «омерзительными и недостойными христиан». Он также сообщал о своём желании провести в подвластных ему землях молебны с просьбой к Богу оказать содействие христианам-австразийцам в победе над язычниками-аварами.
Третье послание Булгара было направлено неназванному по имени советнику королевы Брунгильды, возможно, епископу Осера Дезидерию. Это письмо — единственное свидетельство о вестгото-бургундском конфликте, вызванном территориальными спорами. В послании герцога упоминалось, что он отверг требование Теодориха II возвратить те недавно захваченные вестготами города, которые ещё при Реккареде I перешли к Франкскому государству. Возможно, эти земли были переданы франкам в 587—589 годах, когда велись переговоры о так и не состоявшемся браке Реккареда и Хлодозинды, дочери Брунгильды и Сигиберта I. Здесь же содержалось требование освободить вестготских послов Татилу и Гульдримира, задержанных при бургундском дворе, и принести извинения за нанесённые тем оскорбления. Булгар писал, что только после выполнения всех этих требований переговоры с Теодорихом II могут быть продолжены и его посланники допущены к королю Гундемару.
На основании посланий Булгара современные историки пытаются восстановить обстоятельства вестгото-франкских отношений времён короля Гундемара. Предполагается, что одним из условий союзного договора между Гундемаром и Теодебертом II была выплата правителю Австразии вестготами крупной денежной суммы на войну с аварами. Вероятно, её везли к франкскому королю вестготы Татил и Гульдримир, которых сопровождал епископ Вер Родезский. Однако по пути вестготские послы были задержаны по приказу Теодориха II и Брунгильды. В ответ Булгар захватил несколько бургундских городов (включая Жювиньяк и Корнейан) и арестовал посланцев Теодориха и Брунгильды, направлявшихся в Толедо. Однако отсутствие других документов не даёт возможности установить итоги этого вестгото-бургундского противостояния. Отмечается, что вмешательство Гундемара во франкские междоусобия — уникальный случай в истории Вестготского государства: ни до, ни после ни один из вестготских правителей не оказывал военной или финансовой поддержки одной из сторон конфликтов во Франкском государстве.
Все три послания Булгара франкам датируются 611—612 годами. Это последние сохранившиеся до нашего времени свидетельства о деятельности графа. О дальнейшей судьбе Булгара ничего не известно.